# Застава Филипина
Застава Филипина је државна застава усвојена 12. јула 1898. године, с тим да су 1997. боје незнатно модификоване.
Застава се састоји од две једнаке хоризонталне пруге, плаве и црвене. Са стране се налази бели троугао са златним сунцем, окружен златним звездама. У ратна времена застава се окреће тако да црвена стоји изнад плаве.
- Црвена боја представља храброст, јунаштво, витештво и одлучност.
- Плава боја симболизује идеализам.
- Бела боја симболизује невиност и блаженство.
- Сунце означава мир и осам провинција које су устале против колонијалне власти.
- Три звезде означавају главна острва Филипина (Лузон, Висајас и Минданао).